# Tangyuan
El tangyuan es un plato chino hecho de harina de arroz glutinoso. La harina se mezcla con una pequeña cantidad de agua para formar bolas, que luego se cocinan en agua hirviendo y se sirven con parte de esta agua en un plato hondo, de la misma forma en que se sirve una sopa. El tangyuan puede ser pequeño o grande, con o sin relleno. Se come tradicionalmente durante el Yuanxiao o Fiesta de los Faroles.

## Nombre
Históricamente se han usado varios nombres diferentes para aludir al tangyuan. Durante el reinado de Yongle de la dinastía Ming, el nombre fue establecido oficialmente como yanxiao, derivado de la Fiesta de los Faroles. Este nombre significa literalmente ‘primer atardecer’, siendo la primera luna llena tras el año nuevo chino, que siempre se celebra en luna nueva. Este nombre prevalece en el norte de China.
Sin embargo, en el sur de China se llama tangyuan o tangtuan. La leyenda dice que durante el gobierno de Yuan Shikai entre 1912 y 1916, el nombre yuanxiao no gustaba porque sonaba igual que ‘retirar a Yuan’ (元宵), y por ello cambiaron el nombre a tangyuan, que significa ‘dumplings redondos en sopa’.

## Ingredientes
En el tangyuan relleno y sin rellenar, el ingrediente principal es la harina de arroz glutinoso. Puede hacerse tangyuan dulce y salado.
Los rellenos dulces pueden ser:
- Un trozo de azúcar piedra de caña;
- Pasta de sésamo (semillas de sésamo negro molidas mezcladas con azúcar y lardo), el relleno más común;
- Anko (pasta de judía azuki);
- Cacahuete troceado y azúcar.

## Servicio
El tangyuan se cuece en agua hirviendo. El tangyuan relleno se sirve con el agua en el que se ha cocido (he ahí la ‘sopa’ —tang— del nombre). 
El tangyuan sin rellenar se sirve como parte de una sopa dulce (tong sui, literalmente ‘agua de azúcar’) de postre. Son tipos comunes:
- Sopa de judía azuki;
- Sopa de sésamo negro;
- Jengibre y piedra de azúcar;
- Arroz glutinoso fermentado (醪糟 o 酒釀), olivo oloroso y piedra de azúcar.

## Disponibilidad
Las variedades más famosas proceden de Ningbo y Wenzhou en la provincia de Zhejiang. Sin embargo, tradicionalmente se comen en toda China.
Originalmente el tangyuan estaba asociado con la Fiesta de las Linternas. Sin embargo, también ha llegado a estar asociado con la Fiesta del Solsticio de Invierno y el año nuevo chino en varias regiones. Actualmente el plato se come todo el año. El tangyuan producido industrialmente se encuentra frecuentemente en la sección de congelados de supermercados asiáticos en China y el extranjero.

## Platos parecidos
En el sur de Vietnam hay un plato parecido llamado chè xôi nước, que se sirve en un caldo suave y dulce condimentado con raíz de jengibre rallada. En el norte de Vietnam, el bánh trôi (también llamado bánh trôi nước) y el bánh chay, son parecidos al chè xôi nước (el segundo se sirve con leche de coco). El gulab yamun es un postre indio que se hace con bolas de masa láctea frita servidas en un cuenco de almíbar.